# 那木海道尔吉·巴亚尔玛
那木海道尔吉·巴亚尔玛（1978年6月1日—）是一名蒙古举重运动员，身高1.57米。2010年，在广州亚运会63公斤级举重比赛中以212千克的成绩获得第六名。他也曾参加2004年雅典奥运和2008年北京奥运。